# Lista de pinturas no Museu Nacional de Arte Contemporânea do Chiado

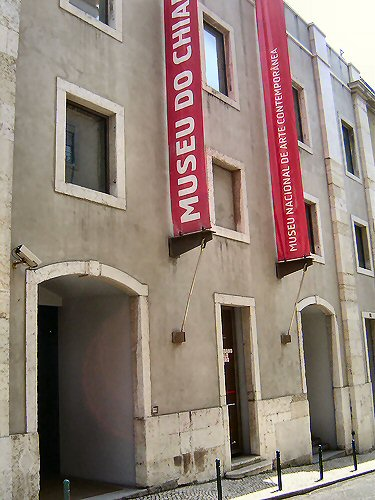
Museu Nacional de Arte Contemporânea do Chiado

Esta lista de pinturas no Museu Nacional de Arte Contemporânea do Chiado é uma lista não exaustiva das
pinturas existentes neste museu, não contendo assim todas as pinturas que fazem parte do seu acervo, mas tão só das que se encontram registadas na Wikidata.
A lista está ordenada pela data da publicação de cada pintura. Como nas outras listas geradas a partir da Wikidata, os dados cuja designação se encontra em itálico apenas têm ficha na Wikidata, não tendo ainda artigo próprio criado na Wikipédia.
A coleção do MNAC, da qual a pintura é um constituinte essencial, é um espelho da história da arte portuguesa desde a 2.ª metade do século XIX até à atualidade, constituindo um acervo museológico insubstituível para o seu conhecimento.
| Imagem           | Título                                                    | Criador                            | Data de Criação | Retrata | Descrito em |
| ---------------- | --------------------------------------------------------- | ---------------------------------- | --------------- | --- | ----------- |
|                  | Auto-retrato                                              | Francisco Augusto Metrass          | 1851            | Francisco Augusto Metrass |             |
|                  | Vista da Amora, paisagem com figuras                      | Tomás da Anunciação                | 1852            | Amora |             |
|                  | Camões na gruta de Macau                                  | Francisco Augusto Metrass          | 1853            | Luís de Camões gruta Macau |             |
|                  | Autorretrato de João Cristino da Silva                    | João Cristino da Silva             | 1854            | João Cristino da Silva |             |
|                  | Inês de Castro Pressentindo os Assassinos                 | Francisco Augusto Metrass          | 1855            | Inês de Castro |             |
|                  | Título desconhecido (Marinha)                             | João Cristino da Silva             | 1855            | |             |
|                  | Sem Título (Cabeça de Rapaz)                              | João Cristino da Silva             | 1855            | menino |             |
|                  | O Pobre Rabequista                                        | José Rodrigues                     | 1855            | músico violino |             |
|                  | Cinco Artistas em Sintra                                  | João Cristino da Silva             | 1855            | Tomás da Anunciação Francisco Augusto Metrass João Cristino da Silva Vítor Bastos José Rodrigues                                                                             |             |
|                  | Só Deus!                                                  | Francisco Augusto Metrass          | 1856            | |             |
|                  | A avó                                                     | António José Patrício              | 1856            | |             |
|                  | Vista da Penha de França                                  | Tomás da Anunciação                | 1857            | Lisboa Penha de França |             |
|                  | A Despedida                                               | António José Patrício              | 1858            | |             |
|                  | A tempestade                                              | António José Patrício              | 1858            | |             |
|                  | Retrato da Condessa de Farrobo, D. Madalena               | José Rodrigues                     | 1860            | |             |
|                  | Na eira                                                   | Tomás da Anunciação                | 1861            | |             |
|                  | Retrato da Exmª Viscondessa de Menezes, D. Carlota        | Luís de Miranda Pereira de Meneses | 1862            | |             |
|                  | D. João de Portugal                                       | Miguel Ângelo Lupi                 | 1863            | |             |
|                  | A Passagem do gado                                        | João Cristino da Silva             | 1867            | |             |
|                  | Camões salvando «Os Lusíadas»                             | Francisco José Resende             | 1867            | Luís de Camões Os Lusíadas |             |
|                  | Camponesa de Ílhavo                                       | Francisco José Resende             | 1867            | |             |
|                  | Auto-retrato                                              | António da Silva Porto             | 1870            | António da Silva Porto |             |
|                  | Retrato de Menina                                         | José Ferreira Chaves               | 1872            | |             |
|                  | O vitelo                                                  | Tomás da Anunciação                | 1873            | |             |
|                  | Leitura da Carta                                          | Alfredo Keil                       | 1874            | sentado leitura dupla carta |             |
|                  | Retrato da Marquesa de Belas                              | Miguel Ângelo Lupi                 | 1874            | |             |
|                  | Autorretrato (1876)                                       | João Marques de Oliveira           | 1876            | João Marques de Oliveira |             |
|                  | Pequena Fiandeira Napolitana                              | António da Silva Porto             | 1877            | mulher spinner Ciociaro costume |             |
|                  | Charneca de Belas ao Pôr-do-Sol                           | António da Silva Porto             | 1879            | Belas Mulheres trabalhador |             |
|                  | Aguadeira de Coimbra                                      | Miguel Ângelo Lupi                 | 1879            | |             |
|                  | Campina Romana                                            | Artur Loureiro                     | 1879            | |             |
|                  | Retrato do Duque d’Ávila e Bolama                         | Miguel Ângelo Lupi                 | 1880            | António José de Ávila |             |
|                  | Retrato de Bulhão Pato                                    | Miguel Ângelo Lupi                 | 1880            | Raimundo António de Bulhão Pato |             |
|                  | No Cais do Tejo                                           | Alfredo Keil                       | 1881            | Rio Tejo Porto de Lisboa navio humano |             |
|                  | A luva cinzenta                                           | Columbano Bordalo Pinheiro         | 1881            | Maria Augusta Bordalo Pinheiro |             |
|                  | Otelo e Desdémona                                         | Antonio Muñoz Degrain              | 1881            | |             |
|                  | Concerto de Amadores                                      | Columbano Bordalo Pinheiro         | 1882            | grupo de humanos |             |
|                  | Retrato de Bulhão Pato                                    | Columbano Bordalo Pinheiro         | 1883            | Raimundo António de Bulhão Pato |             |
|                  | Retrato de Manuel Gustavo Bordalo Pinheiro                | Columbano Bordalo Pinheiro         | 1884            | Manuel Gustavo Bordalo Pinheiro |             |
|                  | Praia de banhos, Póvoa de Varzim                          | João Marques de Oliveira           | 1884            | |             |
|                  | O Grupo do Leão                                           | Columbano Bordalo Pinheiro         | 1885            | Henrique Pinto José Malhoa João Vaz António da Silva Porto Ramalho Júnior Moura Girão Rafael Bordalo Pinheiro Alberto d'Oliveira Columbano Bordalo Pinheiro Cipriano Martins |             |
|                  | Auto-retrato                                              | Luciano Freire                     | 1885            | Luciano Freire |             |
|                  | A volta do mercado                                        | António da Silva Porto             | 1886            | |             |
|                  | O escultor Alberto Nunes                                  | Carlos Reis                        | 1886            | António Alberto Nunes |             |
|                  | Retrato de D. Emília Condeixa                             | Ernesto Ferreira Condeixa          | 1886            | |             |
|                  | Azenha, margens do Ave                                    | António da Silva Porto             | 1887            | moinho de água Rio Ave |             |
|                  | No Caminho da Fonte                                       | Carlos Reis                        | 1887            | |             |
|                  | Azenha                                                    | António da Silva Porto             | 1887            | |             |
|                  | Retrato de Antero de Quental                              | Columbano Bordalo Pinheiro         | 1889            | Antero de Quental |             |
|                  | Paisagem                                                  | José Malhoa                        | 1889            | |             |
|                  | Retrato de Abel Acácio Botelho                            | Ramalho Júnior                     | 1889            | Abel Botelho |             |
|                  | Milheiral                                                 | Carlos Reis                        | 1889            | |             |
|                  | Porträt des Antero de Quintal                             | Columbano Bordalo Pinheiro         | 1889            | |             |
|                  | Barco desaparecido                                        | José Júlio de Souza Pinto          | 1890            | |             |
|                  | Retrato de Fialho de Almeida                              | Columbano Bordalo Pinheiro         | 1891            | Fialho de Almeida |             |
|                  | Amor e Psyche                                             | Veloso Salgado                     | 1891            | |             |
|                  | Retrato de Silva Pinto                                    | Columbano Bordalo Pinheiro         | 1891            | António José da Silva Pinto |             |
|                  | À espera dos barcos                                       | João Marques de Oliveira           | 1892            | |             |
|                  | Retrato de Jaime Batalha Reis                             | Columbano Bordalo Pinheiro         | 1892            | Jaime Batalha Reis |             |
|                  | A caminho da fonte                                        | Ernesto Ferreira Condeixa          | 1894            | |             |
|                  | Flor do Mar                                               | Veloso Salgado                     | 1894            | |             |
|                  | Mártir do Fanatismo                                       | José de Brito                      | 1895            | tortura Inquisição |             |
|                  | Retrato do Conselheiro António Cândido                    | Veloso Salgado                     | 1896            | António Cândido Ribeiro da Costa |             |
|                  | Um Rebanho em Sintra                                      | Alfredo Keil                       | 1898            | |             |
|                  | A chávena de chá                                          | Columbano Bordalo Pinheiro         | 1898            | |             |
|                  | Natureza morta                                            | Columbano Bordalo Pinheiro         | 1899            | |             |
|                  | Perfume dos campos                                        | Luciano Freire                     | 1899            | |             |
|                  | Flores e frutos                                           | José Ferreira Chaves               | século XIX      | |             |
|                  | Retrato de Teresa Emílio Avelino Pereira da Costa         | José Malhoa                        | 1900            | |             |
|                  | Retrato de António Feliciano de Castilho                  | Miguel Ângelo Lupi                 | século XIX      | António Feliciano de Castilho |             |
|                  | Retrato de Maria das Dores Sousa Martins                  | Miguel Ângelo Lupi                 | século XIX      | |             |
|                  | A partida de Vasco da Gama para a Índia                   | Miguel Ângelo Lupi                 | século XIX      | Vasco da Gama Manuel I de Portugal |             |
|                  | Retrato da Viscondessa de Castilho                        | Miguel Ângelo Lupi                 | século XIX      | |             |
|                  | Auto-retrato                                              | Ricardo Ruivo                      | década de 1900  | |             |
|                  | Auto-retrato                                              | Luís de Miranda Pereira de Meneses | século XIX      | Luís de Miranda Pereira de Meneses |             |
|                  | Raparigas ao pé da fonte                                  | Carlos Reis                        | 1900            | |             |
|                  | Le Moulin Rouge (noite)                                   | Adriano de Sousa Lopes             | 1904            | |             |
|                  | Concílio dos Deuses (Estudo)                              | Columbano Bordalo Pinheiro         | 1904            | |             |
|                  | O cinzelador                                              | Adriano de Sousa Lopes             | 1905            | |             |
|                  | Cafés de Paris                                            | Amadeo de Souza-Cardoso            | 1908            | |             |
|                  | Paris Café - Jogo de Cartas                               | Amadeo de Souza-Cardoso            | 1908            | |             |
|                  | As Ondinas (Heine)                                        | Adriano de Sousa Lopes             | 1908            | |             |
|                  | Brasserie Dumesnil                                        | Amadeo de Souza-Cardoso            | século XX       | brasserie Dumesnil |             |
|                  | Nocturno                                                  | António Carneiro                   | 1910            | |             |
|                  | Retrato de Afonso Lopes Vieira                            | Columbano Bordalo Pinheiro         | 1910            | Afonso Lopes Vieira |             |
|                  | A feira                                                   | Carlos Reis                        | 1910            | |             |
|                  | Retrato do pintor José Campas                             | Ricardo Ruivo                      | década de 1910  | José Campas |             |
|                  | Entendei que segundo amor tiverdes/ Tereis o entendimento | Adriano de Sousa Lopes             | 1910            | |             |
|                  | Entendei que segundo amor tiverdes/ Tereis o entendimento | Adriano de Sousa Lopes             | 1910            | |             |
|                  | Vale de Colares                                           | Carlos Reis                        | 1910            | |             |
|                  | Retrato de Teixeira Gomes                                 | Columbano Bordalo Pinheiro         | 1911            | Manuel Teixeira Gomes |             |
|                  | Contemplação                                              | António Carneiro                   | 1911            | |             |
|                  | Retrato de Augusto Rosa                                   | Columbano Bordalo Pinheiro         | 1911            | Augusto Rosa |             |
|                  | Figura sentada                                            | Aurélia de Sousa                   | 1911            | |             |
|                  | Retrato de Maria Cristina Bordalo Pinheiro                | Columbano Bordalo Pinheiro         | 1912            | |             |
|                  | A melancia                                                | Columbano Bordalo Pinheiro         | 1912            | |             |
|                  | Cabeça                                                    | Amadeo de Souza-Cardoso            | 1913            | |             |
|                  | Sem título (Natureza morta)                               | Amadeo de Souza-Cardoso            | 1913            | |             |
|                  | Cabeça (c.1913-1915)                                      | Amadeo de Souza-Cardoso            | 1913            | |             |
|                  | Tristezas, Cabeça                                         | Amadeo de Souza-Cardoso            | 1913            | |             |
|                  | Cabeça (MNAC)                                             | Amadeo de Souza-Cardoso            | 1913            | |             |
|                  | Efeito de sol ao fim de tarde                             | José Júlio de Souza Pinto          | 1913            | |             |
|                  | Raios de sol ardente                                      | Carlos Reis                        | 1913            | |             |
|                  | Brook House                                               | Amadeo de Souza-Cardoso            | 1913            | |             |
|                  | Retrato de Minha Mulher                                   | José Malhoa                        | 1914            | |             |
|                  | Casa Rústica                                              | Amadeo de Souza-Cardoso            | 1914            | |             |
|                  | Moinho 9                                                  | Amadeo de Souza-Cardoso            | 1914            | |             |
|                  | Retrato de Teixeira de Queiróz                            | Columbano Bordalo Pinheiro         | 1914            | Teixeira de Queirós |             |
|                  | Efeito de luz                                             | Adriano de Sousa Lopes             | 1914            | |             |
|                  | Estudo                                                    | Carlos Bonvalot                    | 1914            | |             |
|                  | Canção do Açude - Um Poema em Cor                         | Amadeo de Souza-Cardoso            | 1915            | |             |
|                  | Engomadeiras                                              | Carlos Reis                        | 1915            | |             |
|                  | Pensamento melancólico                                    | Carlos Bonvalot                    | 1915            | |             |
|                  | Efeito de tarde                                           | José Júlio de Souza Pinto          | 1915            | |             |
|                  | Outono                                                    | Carlos Reis                        | 1915            | |             |
|                  | A Revolta das bonecas                                     | Eduardo Afonso Viana               | 1916            | |             |
|                  | Sem título (Janelas do pescador)                          | Amadeo de Souza-Cardoso            | 1916            | janela |             |
|                  | Pierrot                                                   | Carlos Bonvalot                    | 1916            | |             |
|                  | No atelier                                                | Aurélia de Sousa                   | 1916            | |             |
|                  | Auto-retrato                                              | Adriano de Sousa Lopes             | 1917            | Adriano de Sousa Lopes |             |
|                  | Retrato de Luciano Freire                                 | Adriano de Sousa Lopes             | século XX       | Luciano Freire |             |
|                  | Melancolia                                                | Carlos Bonvalot                    | 1917            | |             |
|                  | Clara (José Malhoa)                                       | José Malhoa                        | 1918            | mulher |             |
|                  | À Beira-mar                                               | José Malhoa                        | 1918            | beach kiosk |             |
|                  | Abóboras                                                  | José Malhoa                        | 1918            | |             |
|                  | Interior                                                  | Carlos Bonvalot                    | 1918            | |             |
|                  | Maria                                                     | Carlos Bonvalot                    | 1918            | |             |
|                  | Outono                                                    | José Malhoa                        | 1919            | |             |
|                  | Retrato do Juiz Adalberto Soares do Amaral Pereira        | José Malhoa                        | 1920            | juiz |             |
|                  | A blusa azul                                              | Adriano de Sousa Lopes             | 1920            | |             |
|                  | Efeitos de luz                                            | Adriano de Sousa Lopes             | 1922            | |             |
|                  | Barco                                                     | Adriano de Sousa Lopes             | 1922            | |             |
|                  | Blue Blouse                                               | Adriano de Sousa Lopes             | década de 1920  | |             |
| No/unknown value | Jogo de Damas                                             | Abel Manta                         | década de 1920  | |             |
|                  | Outono em Castelo de Vide                                 | Adriano de Sousa Lopes             | 1925            | |             |
|                  | Efeito de mar                                             | Adriano de Sousa Lopes             | 1925            | |             |
|                  | Caparica                                                  | Adriano de Sousa Lopes             | 1926            | |             |
|                  | Primavera                                                 | Carlos Bonvalot                    | 1926            | |             |
|                  | Porto Manso; o Rio Douro em Ancede                        | António Carneiro                   | 1927            | Rio Douro |             |
|                  | Retrato de Madame S. L.                                   | Adriano de Sousa Lopes             | 1927            | |             |
|                  | Lançando o barco ao mar                                   | Adriano de Sousa Lopes             | 1927            | |             |
|                  | Retrato do Dr. José de Figueiredo                         | Philip de László                   | 1927            | José de Figueiredo |             |
|                  | Autorretrato (Columbano Bordalo Pinheiro)                 | Columbano Bordalo Pinheiro         | 1929            | Columbano Bordalo Pinheiro |             |
|                  | Éguas de manada                                           | Simão César Dórdio Gomes           | 1929            | |             |
|                  | Bairro de pescadores                                      | Dominguez Alvarez                  | 1929            | |             |
|                  | Velas na luz                                              | Adriano de Sousa Lopes             | 1930            | |             |
|                  | Saúde aos Noivos                                          | Carlos Reis                        | 1930            | boda |             |
|                  | Castanheiro gigante                                       | Carlos Reis                        | 1930            | |             |
|                  | Asas                                                      | Carlos Reis                        | 1933            | |             |
|                  | O rio Douro                                               | Simão César Dórdio Gomes           | 1935            | |             |
|                  | Descarga do barco                                         | Adriano de Sousa Lopes             | século XX       | |             |
|                  | Puxando a rede                                            | Adriano de Sousa Lopes             | século XX       | |             |
|                  | Areal                                                     | Adriano de Sousa Lopes             | século XX       | |             |
|                  | Pescador                                                  | Carlos Bonvalot                    | século XX       | |             |
|                  | O Primeiro Filho                                          | Carlos Reis                        |                 | |             |
|                  | Pôr do sol                                                | Carlos Reis                        |                 | |             |

∑ 156 items.